# После грозы (картина Васильева)
«После грозы» — картина русского художника Фёдора Васильева (1850—1873), написанная в 1868 году. Она является частью собрания Государственной Третьяковской галереи (инв. 893). Размер картины — 53,5 × 45 см (по другим данным — 53 × 45 см).

## История
В 1868 году 18-летний Фёдор Васильев обратился к теме деревенского пейзажа. Вместе с художником Иваном Шишкиным, с которым он в 1867 году побывал на острове Валаам, Васильев провёл лето 1868 года в деревне Константиновка, расположенной под Петербургом, рядом с Красным Селом (ныне входит в состав района Горелово). Помимо картины «После грозы», в этом же году были написаны и другие известные произведения Васильева — «Деревенская улица» и «Возвращение стада».

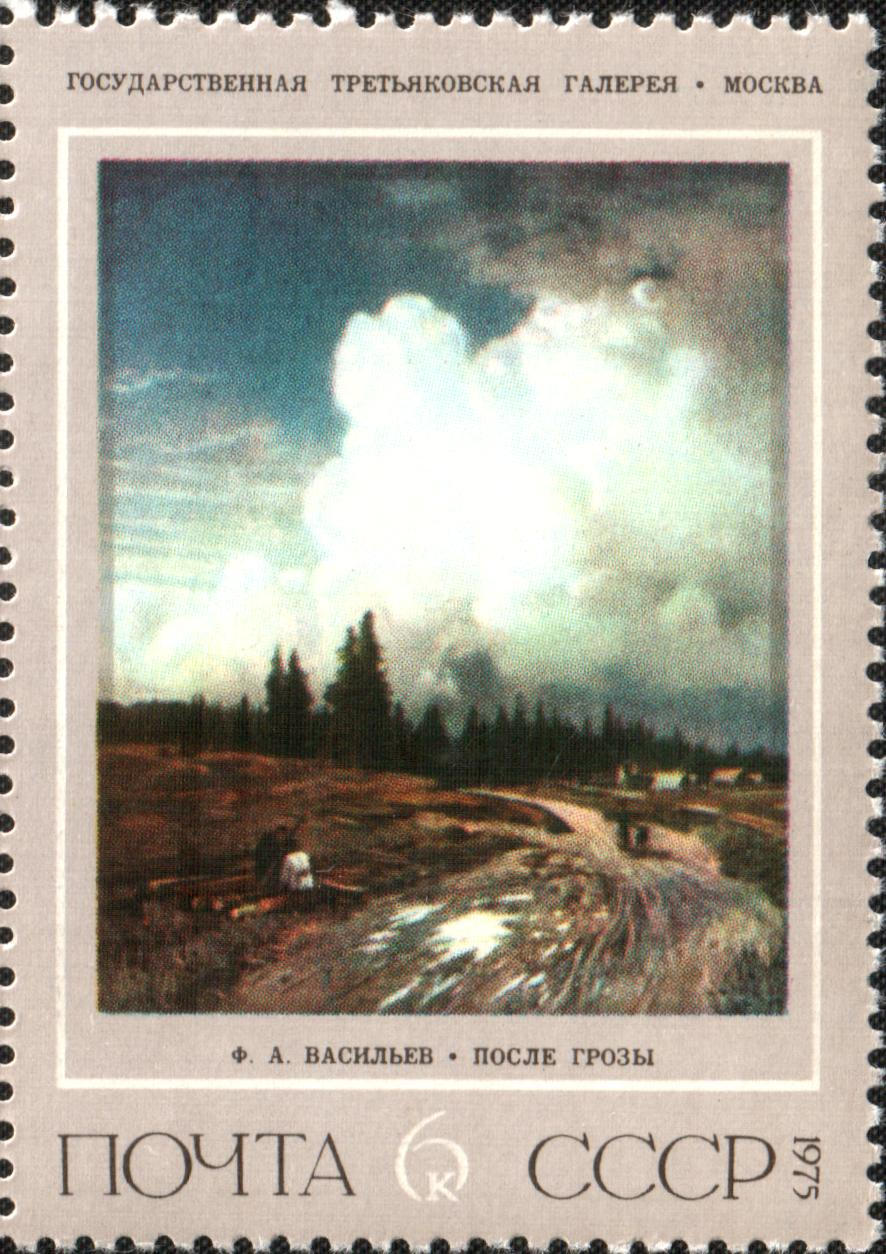
Картина «После грозы» на почтовой марке СССР 1975 года

Картина «После грозы» была передана в дар Третьяковской галерее предпринимателем и коллекционером Дмитрием Боткиным (не позднее 1898 года).

## Описание
Бо́льшую часть холста занимает небо, частично ярко-голубое, а частично затянутое облаками и тучами — последствиями недавней грозы. Ниже изображена тёмно-зелёная полоса леса, а на переднем плане — размытая от дождя просёлочная дорога.
Сравнивая картины Васильева «После грозы» и «Деревенская улица», искусствовед Фаина Мальцева писала:
При всей видимой упрощённости их построения молодому пейзажисту удалось придать содержанию каждой из них широкий, обобщающий смысл. Как бы ограничив композиции обеих картин густо сомкнувшейся вдали полосой леса, Васильев в меру возможностей расширяет изображённое в них пространство и конкретно выражает это дорогой с проложенными по ней колеями.
В Государственном Русском музее находятся рисунки Васильева «Просёлочная дорога после дождя» и «Повозка на дороге», которые были использованы при подготовке к написанию этой картины.